# Pernilla Ström
Anna Åsa Pernilla Ström, född 28 januari 1962 i Helsingborg, är en svensk civilekonom och tidigare journalist, bland annat på Expressen, Dagens Nyheter och Veckans Affärer. Hon har även verkat som s.k. styrelseproffs.
Ström är utbildad vid Handelshögskolan i Stockholm och Stockholms universitet. Hon var huvudsekreterare i finansdepartementets utredning om de ekonomiska effekterna av ett svenskt EU-medlemskap (SOU 1994:6) och var aktiv på Ja-sidan inför folkomröstningen om införande av euron i Sverige 2003. Hon har arbetat på E Öhman J:or AB och Öhman Fonder.
Ström var vd på Blockbid när hon 2001 valdes in i styrelsen för Bonnier. Hon har därefter suttit i styrelserna för Academedia, HQ AB:2, KappAhl, Q-Med, SalusAnsvar, Sweco, Swedish Meats, Sydsvenskan, Uniflex, Wedins och Botrygg.
Hon bor numera i Skåne där hon driver hästgård och är verksam inom dressyr. Hon är även styrelseledamot, tidigare ordförande, i Svenska Hannoveranerklubben sedan den bildades januari 2011.
Hon var 1992–2016 gift med ekonomen Klas Eklund. 

## HQ Banks sammanbrott
Ström var maj 2010–oktober 2010:2 styrelseledamot i HQ AB, när dotterbolaget HQ Bank i augusti 2010 fick sina tillstånd indragna av Finansinspektionen och några dagar senare tvångslikviderades då ledningen inte lyckades hitta en lösning där en annan aktör kunde ta över verksamheten. Ström var missnöjd med Finansinspektionens beslut att dra tillbaka tillståndet för HQ Bank.
I november 2010 valdes Ström in som ledamot i Öhman Fonder men i mars 2011 beslutade Finansinspektionen att inte godkänna detta. Ström överklagade beslutet till Förvaltningsrätten, som dock inte ändrade Finansinspektionens beslut. Kammarrätten i Stockholm upphävde Förvaltningsrättens dom, men Högsta förvaltningsdomstolen gick, i det slutliga avgörandet i november 2013, på Finansinspektionens linje.:1 Ström ansökte därefter om resning då hon menade att jäv, grovt rättegångsfel och oriktig rättstillämpning förelåg. Högsta förvaltningsdomstolen avslog resningsansökan i februari 2015.
Ström har två gånger krävt skadestånd av staten genom Justitiekanslern, men nekats, senast februari 2016.
Nya ägare i HQ AB ansåg att den gamla styrelsen, däribland Ström, var ansvariga för de ekonomiska förluster som sammanbrottet i HQ Bank orsakade och stämde den gamla styrelsen i november 2016 och begärde skadestånd och att aktieutdelning som lämnats från 2007–2009 skulle betalas tillbaka. 14 december 2017 föll dom i Stockholms tingsrätt. I domen ogillades båda kraven och HQ AB ålades att betala de svarandes rättegångskostnader på 260 miljoner kronor. HQ AB överklagade domen, men begärde därefter sig själva i konkurs 22 december 2017 då de inte kunde få in kapital för att ställa säkerhet för de i tingsrätten utdömda rättegångskostnaderna.